# ママの色鉛筆
『ママの色鉛筆』（ママのいろえんぴつ）は、1988年6月27日 - 8月12日にTBS「花王 愛の劇場」枠にて放送された日本の昼ドラマである。

## 概要
かつて人気少女漫画家だった主婦の野崎マリ（石野真子）が夫の死後、当時担当だった編集者の依頼によってライバルだった漫画家のアシスタントとなるが、やがて同業者や後輩たちの妨害に遭いながらも漫画家として復活していくまでを描いたストーリー。
泉放送制作が『花王愛の劇場』で初めて制作したドラマ。放送時期の後半は夏休みに入っていた。1989年の夏休み時期には小川範子主演の『夏色の天使』を制作。その後も当番組で年1回程度制作をしていた。
主演の石野真子は1993年に同じ泉放送制作が製作していた『離婚パーティー』にも出演している。当番組とは違うスタッフが製作していた。

## キャスト
- 野崎マリ - 石野真子
- 野崎美加 - 浅川奈月（子役）
- 矢吹良枝 - 引田智子
- 大鳥ますみ - 小野みゆき
- 佐々木雄作 - ラサール石井
- 宮本敏之 - 宅麻伸
- 柳生まこと - 布施博
- 野崎重治 - 鈴木瑞穂
- 山川美代子 - 清水めぐみ
- 後藤敏夫 - 藤本正則
- 大林部長 - 木村元
- 編集者 - 斉藤暁
- 三条美紀
- 津村鷹志
- 大和撫子
- 松浦佐知子
- 若林哲行

## スタッフ
- 脚本：矢島正雄
- 音楽：大内義昭、倉富義隆
- プロデューサー：宮武昭夫、中曽根眞弓／村上瑛二郎（TBS）
- 演出：宮武昭夫、山津俊一、佐藤健光
- 協力：東通、緑山スタジオシティ
- 製作：泉放送制作・TBS

## 主題歌・挿入歌
主題歌『虹色のオーラ』
- 作詞 - 田口俊
- 作曲 - 小室哲哉
- 編曲 - 鷺巣詩郎
- 歌 - 今井優子（キングレコード）

挿入歌『Lesson2』
- 作詞 - 阿久悠
- 作曲 - 岩崎工
- 編曲 - 岩崎工、福永柏
- 歌 - 本田理沙（CBSソニー）